# Quadro (Nvidia)

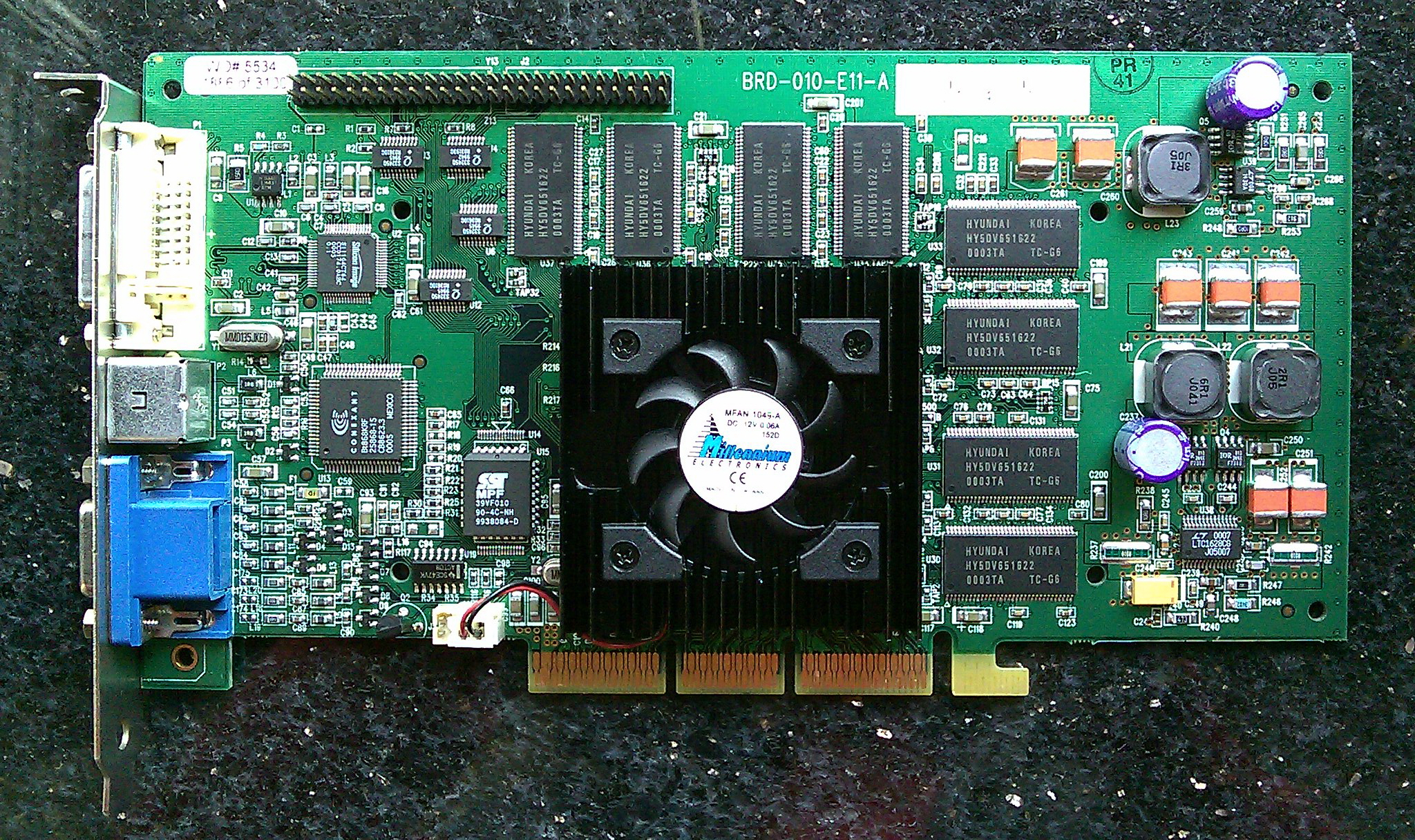
Quadro DIV Vpro VR3

Quadro va ser la marca de Nvidia per a targetes gràfiques destinades a utilitzar-se en estacions de treball amb disseny assistit per ordinador (CAD), imatges generades per ordinador (CGI), aplicacions de creació de contingut digital (DCC), càlculs científics i aprenentatge automàtic des del 2000 fins al 2020.
Les targetes gràfiques de la marca Quadro es diferencien de les principals línies GeForce perquè les targetes Quadro incloïen l'ús de memòria ECC i una precisió millorada de punt flotant. Aquestes són propietats desitjables quan les targetes s'utilitzen per a càlculs que requereixen una major fiabilitat i precisió en comparació amb la representació de gràfics per a videojocs.

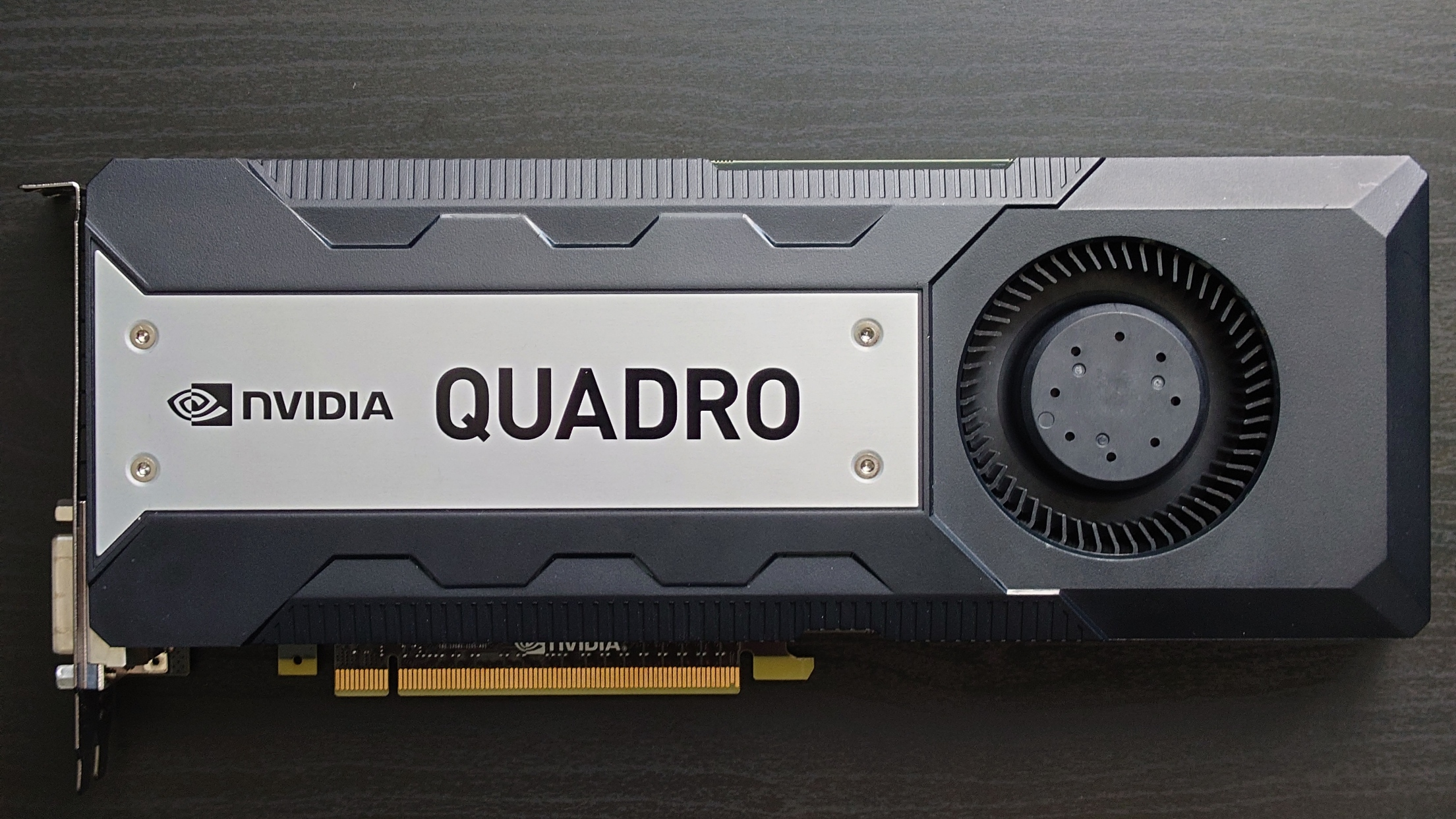
Una Nvidia Quadro K6000, llançada el 2013

Nvidia s'ha allunyat de la marca Quadro per a nous productes, començant pel RTX 4000 basat en l'arquitectura Turing llançat el 13 de novembre de 2018 i després eliminant-lo completament amb el llançament de l'RTX A6000 basat en l'arquitectura Ampere el 5 d'octubre de 2020 Per indicar l'actualització de l'arquitectura de Nvidia Ampere per a la seva tecnologia de targetes gràfiques, Nvidia RTX és la línia de productes que s'està produint i desenvolupant en endavant per utilitzar-la en estacions de treball professionals.
La línia de productes Nvidia Quadro va competir directament amb la línia de targetes d'estació de treball professionals Radeon Pro (anteriorment FirePro/FireGL) d'AMD.

## Història
La línia Quadro de targetes GPU va sorgir en un esforç cap a la segmentació del mercat per part de Nvidia. En presentar Quadro, Nvidia va poder cobrar una prima pel mateix maquinari gràfic essencialment als mercats professionals, i dirigir recursos per atendre correctament les necessitats d'aquests mercats. Per diferenciar les seves ofertes, Nvidia va utilitzar programari de controladors i microprogramari per habilitar selectivament funcions vitals per a segments del mercat de les estacions de treball, com ara línies anti-aliased d'alt rendiment i il·luminació a dues cares, al producte Quadro. Aquestes característiques eren de poc valor per als jugadors als quals ja venien els productes de Nvidia, però la seva manca va impedir que els clients de gamma alta fessin servir els productes menys costosos. La línia Quadro també va rebre un suport millorat mitjançant un programa de conductor certificat.
Hi ha paral·lelismes entre la segmentació del mercat utilitzada per vendre la línia de productes Quadro als mercats d'estacions de treball (DCC) i la línia de productes de Tesla als mercats d'enginyeria i HPC.
En un acord d'una demanda per infracció de patents entre SGI i Nvidia, SGI va adquirir els drets dels xips gràfics de Nvidia amb velocitat que van enviar amb l'etiqueta de producte VPro. Aquests dissenys estaven completament separats dels productes VPro basats en SGI Odyssey venuts inicialment a les seves estacions de treball IRIX que utilitzaven un autobús completament diferent. La línia VPro basada en Nvidia de SGI incloïa VPro V3 (Geforce 256), VPro VR3 (Quadro), VPro V7 (Quadro2 MXR) i VPro VR7 (Quadro2 Pro).